# Leopold Lippens
Leopold Raymond Maurice François Marie Ghislain graaf Lippens (Knokke, 20 oktober 1941 – Brugge, 19 februari 2021) was een Belgisch politicus. Hij was van 1979 tot aan zijn dood burgemeester van de kustgemeente Knokke-Heist.

## Biografie
Leopold Lippens was een telg uit de bekende familie Lippens. Hij was, langs zijn moeder Suzanne Lippens (1903-1985), een kleinzoon langs moeders kant (Suzanne Lippens) van politicus en minister Maurice August Lippens (1875-1956), die in 1921 in de adelstand werd verheven en in 1936 de persoonlijke titel van graaf kreeg, een titel die later overdraagbaar werd op zijn schoonzoon Leon Lippens en vervolgens bij eerstgeboorte op de mannelijke afstammelingen, waardoor hij na het overlijden van zijn vader in 1986 graaf werd (daarvoor droeg hij het predicaat van jonkheer). Zijn vader was Léon Lippens, burgemeester van Knokke (1911-1986), in 1936 te Elsene gehuwd met Suzanne Lippens (†1985). Zijn jongere broer is Maurice Lippens, die een bekend Belgisch zakenman werd.
Leopold Lippens ging in de gemeentepolitiek in Knokke en werd er in 1970 schepen van openbare werken. In 1971 werd Knokke een deel van fusiegemeente Knokke-Heist. In 1979 werd de burgemeester van Knokke-Heist, Emmanuel Desutter, volksvertegenwoordiger en Leopold Lippens volgde hem op als burgemeester in datzelfde jaar. Lippens werd de volgende decennia telkens opnieuw verkozen als burgemeester. Vanaf 1989 was dat niet meer namens de CVP, maar namens de ruimere lokale lijst Gemeentebelangen.
In 2019 werd een volksfeest georganiseerd om het 40-jarige jubileum van Lippens als burgemeester te vieren. Ter ere hiervan werd het vernieuwde sportstadion omgedoopt tot het Burgemeester Graaf Leopold Lippens Park.
Lippens trouwde twee keer. In oktober 1969 trad hij in het huwelijk met Patricia Matthieu de Wynendaele (1945-2003), van wie hij scheidde in 1984. Ze hadden samen een dochter (°1970) en een zoon (°1972). In april 1995 trouwde hij met de in San Francisco wonende Astrid van den Boogaerde (1954-2008), van wie hij scheidde in 2000. Ze hadden samen een dochter, geboren drie weken na het huwelijk. Zijn oudste dochter trouwde twee jaar na hem met de dertien jaar jongere broer van zijn tweede echtgenote.
Op 19 februari 2021 overleed Lippens aan de gevolgen van leukemie.